# Juan de Llano Ponte
Juan de Llano Ponte (Avilés, 23 d'abril de 1727 - Oviedo, 29 d'abril de 1805) fou un historiador i clergue asturià que fou bisbe d'Oviedo del 1791 al 1805. De família noble, es doctorà a la facultat de teologia de la Universitat d'Oviedo. Començà la seva carrera eclesial amb càrrecs d'ardiaca i prior de Gordón traslladant-se a la catedral d'Oviedo passant de canonge, bisbe auxiliar i finalment bisbe el 26 de setembre del 1791, càrrec que ocupà fins a la seva mort el 1805. Durant el seu mandat recorregué infatigablement la diòcesi asturiana. El 1801 és nomenat acadèmic de la Reial Acadèmia de la Història car treballà amb el seu amic Francisco Martínez Marina en el Diccionario Geográfico de Asturias.